# 합성 세제
합성 세제(合成洗劑)는 세탁 혹은 어떠한 물질의 세척을 위해서 쓰이는 화학 물질이다. 제품의 종류에 따라 수산화 나트륨, 계면 활성제, 유기 용매 등이 함유된다. 분자 구조상 자연 상태에서는 분해되기 어려운 물질이 많다.

## 가정용 합성 세제
가정용 합성 세제는 일반적으로 주방용 세제와 세탁용 세제, 세척용 세제 등이 있다. 공통적으로 계면 활성제가 포함되는데 주로 술폰산 나트륨과 같은 물질이 계면 활성제로 쓰인다.
- 주방용 세제 : 계면 활성제와 향료가 들어간다. 피부 보호를 위해 염기성 물질은 소량 첨가되거나 아예 첨가되지 않아 중성인 경우가 많다.
- 세탁용 세제 : 계면 활성제와 형광 증백제가 첨가된다. 높은 세탁 효율을 위해 인산염이나 제올라이트를 사용하는데 인산염은 바다에 흘러가 적조 현상을 일으키므로 최근에는 상대적으로 무해한 제올라이트가 주로 첨가된다. 이것으로 보다 빠른 생분해를 위해 ABS보다는 LAS가 쓰인다.
- 세척용 세제 : 산성 세제나 염기성 세제가 포함된다. 대부분 염산이나 수산화 나트륨이 원료인데 바닥이나 변기를 주로 세척하는데 사용된다.

## 공업용 합성 세제
공업용 합성 세제는 주로 기계류를 세척할 때 쓰인다.
- 강 염기성 세제 : 자동차나 항공기에 붙은 기름때나 단백질 등을 세척한다. 한 때 대한민국의 일부 고깃집에서 불판을 세척하는데 이 세제를 써서 문제가 되기도 하였다.
- 유기 용매 세제 : 반도체나 LCD등의 전자 부품 등에 붙은 불순물을 씻는데 사용된다. 주로 노말 헥산과 같은 고급 알칸을 사용한다.

일부 종류는 드라이 클리닝에도 사용된다.

## 단점
대량으로 합성세제가 제조되어 일상생활에서 그 소비가 날로 증가함에 따라 합성세제의 피해가 제기되고 있다. 특히 합성세제의 소비량이 많은 지역에서는 사용 후에 버려진 폐액(廢液)으로 강물이 오염되거나, 그 때문에 강으로 흘러든 유기물을 분해하여 정화에 큰 역할을 하는 미생물이 산소부족으로 사멸되어 버린다는 문제가 제기되고 있다.
이와 같은 공해를 방지하기 위해서 사용 후에 자연계의 물질순환 중에서 분해되어 버리는 합성세제의 연구가 진행되고 있다. 강물 속의 세균에는 어떤 종류의 합성세제를 분해하는 능력이 있는 것이 있으며, 여러 가지 합성세제에 대해 분해능력을 시험한 결과 직쇄상 분자의 세제는 잘 분해되지만 분지(分枝)가 있는 구조의 것은 잘 분해되지 않는다는 사실을 알았다. 비누는 대표적인 직쇄상의 세제이기 때문에 지금까지 합성세제의 경우와 같은 문제가 제기되지 않았다.
세균에 의해 잘 분해되지 않는 세제를 하드세제(경세제), 잘 분해되는 것을 소프트세제(연세제)라고 하는데, 오늘날에는 대부분의 세제가 소프트화되고 있다.

## 같이 보기
- 세제
- 비누